# Matthias Tschöp

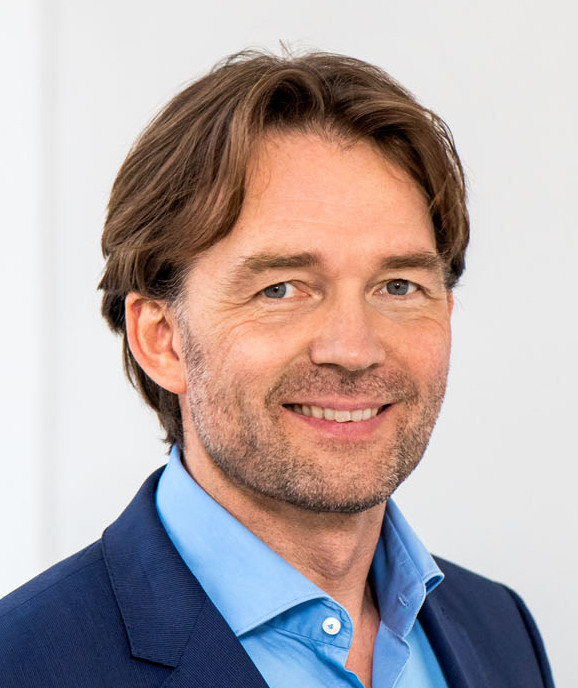
Matthias H. Tschöp (2017)

Matthias Hans Tschöp (* 7. April 1967 in München) ist ein deutscher Neuroendokrinologe und wissenschaftlicher Geschäftsführer sowie Sprecher der Geschäftsführung am Helmholtz Zentrum München. Er ist Gründungsdirektor für Biomedizin am Helmholtz Pionier Campus und Gastprofessor an der Yale University. Als Alexander-von-Humboldt-Professor leitet er die Abteilung für Stoffwechselerkrankungen an der Technischen Universität München. Seit 2023 ist er Vizepräsident der Helmholtz-Gemeinschaft Deutscher Forschungszentren für den Forschungsbereich Gesundheit. Am 20. Februar 2025 wurde er zum neuen Präsidenten der Ludwig-Maximilians-Universität München gewählt. Seine sechsjährige Amtszeit beginnt am 1. Oktober 2025.

## Werdegang
Tschöp studierte von 1987 bis 1994 Medizin an der Ludwig-Maximilians-Universität, wo er 1998 mit der Arbeit Etablierung und Anwendung einer nicht-isotopischen Methode für die Messung von Testosteron im Speichel zum Dr. med. promovierte und von 1995 bis 1999 als Assistenzarzt am Klinikum der Universität München und wissenschaftlicher Mitarbeiter in der Abteilung Neuroendokrinologie tätig war. Als Postdoktorand arbeitete er in der Forschungsabteilung von Eli Lilly and Company. 2002 erhielt er eine eigene Forschungsgruppe am Deutschen Institut für Ernährungsforschung in Potsdam, bevor er 2003 eine Professur an der University of Cincinnati annahm. Hier war er zuletzt Direktor des Diabetes and Obesity Centers of Excellence sowie Inhaber des Arthur-Russel-Morgan Endowed Chair für Innere Medizin. Einem gemeinsamen Ruf des Helmholtz Zentrums München und der Technischen Universität München auf eine Alexander-von-Humboldt-Professur folgend, kehrte Tschöp 2011 nach Deutschland zurück. Von 2011 bis 2018 war er wissenschaftlicher Direktor des Helmholtz-Diabetes-Zentrums sowie Direktor des Instituts für Diabetes und Adipositas am Helmholtz Zentrum München. 2014 gründete er die Fachzeitschrift Molecular Metabolism (2017/2018 Impact Factor: 6.3), die er auch bis 2018 als Chefredakteur leitete. Seit 2020 gehört Tschöp zum Advisory Board der renommierten Fachzeitschrift Cell.
Tschöp entschlüsselte entscheidende Signalwege der Kommunikation zwischen Darm und Gehirn inklusive des Hungersignals Ghrelin. Weiterhin zeigte er die Beteiligung von Gliazellen bei der Funktion des Gehirns in der Hunger- und Stoffwechselkontrolle. Über kombinierte Ansätze der Physiologie, Humanbiologie und Pharmakologie entdeckte er gemeinsam mit dem Chemiker Richard DiMarchi eine Reihe von vielversprechenden neuen Wirkstoff-Kandidaten zur Behandlung von Adipositas und Diabetes mellitus Typ 2, von denen sich einige in klinischen Studien befinden (Stand 2017). So gelten die von Tschöp und DiMarchi entwickelten Triple-Hormonmoleküle GLP-1, GIP und Glucagon als besonders erfolgversprechend.
Er war 2023 der erste Deutsche, der mit der Banting-Medaille ausgezeichnet wurde, die für bedeutende, langfristige Beiträge zum Verständnis, zur Behandlung oder zur Prävention von Diabetes verliehen wird.

## Auszeichnungen (Auswahl)
- 2001 Schoeller-Junkmann-Preis[6]
- 2007 Outstanding Scientific Achievement Award der Obesity Society (TOS)
- 2011 Outstanding Scientific Achievement Award der American Diabetes Association[7]
- 2012 Werner-Creutzfeldt-Preis der Deutschen Diabetes Gesellschaft[8]
- 2012 Alexander von Humboldt-Professur[9]
- 2013 Mitglied der Leopoldina[10]
- 2014 Paul-Martini-Preis[11]
- 2014 Erwin-Schrödinger-Preis[12]
- 2016 European Medal der Society for Endocrinology
- 2016 Victor-Mutt-Preis
- 2016 Mitglied der Academia Europaea[13]
- 2016 Advanced Grant, Europäischer Forschungsrat (ERC)[14][15]
- 2017 Ehrendoktor der Universität Leipzig[16]
- 2017 Outstanding Innovation Award der Endocrine Society[17]
- 2017 Familie-Hansen-Preis[18]
- 2017 Rolf-Sammet-Gastprofessur[19]
- 2017 Geoffrey Harris Prize[20]
- 2017 Charles H. Best Lectureship and Award[21]
- 2017 Carus-Medaille der Nationalen Akademie der Wissenschaften Leopoldina[22] und 2018 Carus-Preis der Stadt Schweinfurt
- 2018 Ordentliches Mitglied der Bayerischen Akademie der Wissenschaften[23][24]
- 2019 Paul-Langerhans-Medaille[25]
- 2020 Mitglied der European Molecular Biology Organization
- 2021 Berthold-Medaille[26]
- 2021 Ernst-Jung-Preis für Medizin[27]
- 2022 Mitglied der Association of American Physicians
- 2022 European Association for the Study of Diabetes (EASD)-Lilly Centennial Anniversary Prize[28]
- 2023 Banting-Medaille[29]
- 2023 Ernst Schering Preis
- 2023 Heinrich-Wieland-Preis[30]
- 2024 Ehrendoktor der Universität Stockholm[31]
- 2025 Lichtenberg-Medaille[32]
- 2025 Hector Wissenschaftspreis[33]